# Trilho em cauda de andorinha

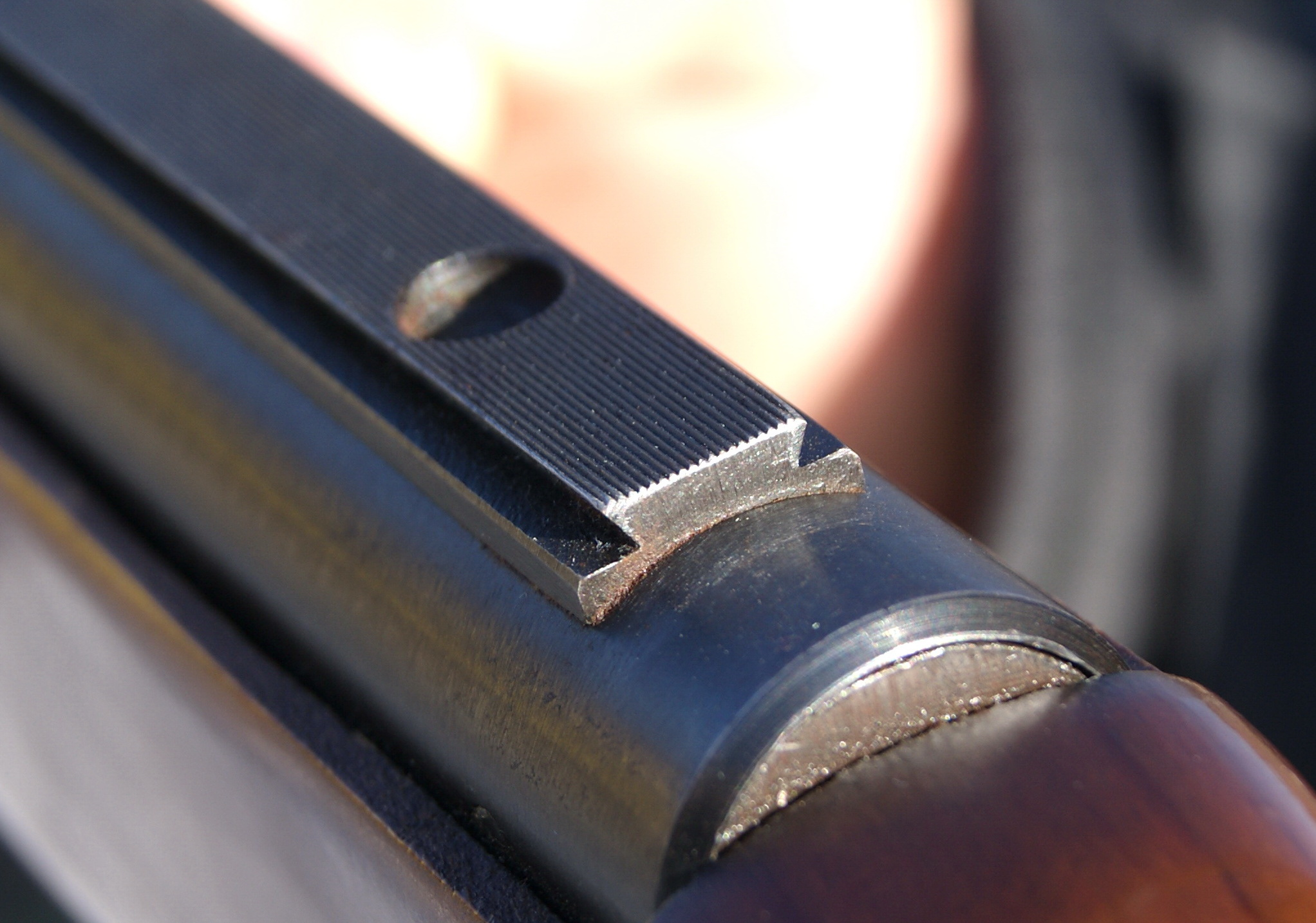
Detalhe de um trilho em cauda de andorinha em um receptor de rifle para a montagem de uma mira.

Trilho em cauda de andorinha ("dovetail rail" ou "dovetail mount" em inglês), em terminologia de armas de fogo pode se referir a vários tipos de sistema de trilho deslizante utilizados principalmente para a montagem de miras telescópicas. Coloquialmente, o termo "trilho em cauda de andorinha" geralmente se refere a qualquer suporte de montagem reto com um trapézio invertido (semelhante ao formato da "cauda de andorinha") na seção transversal (embora o trilho Weaver de perfil hexagonal e o trilho Picatinny também sejam designs em cauda de andorinha derivados) correndo paralelamente ao cano para a montagem de uma mira telescópica ou mira de dioptria para um rifle. Às vezes, eles também são chamados de montagens "tip-off" e permitem que o usuário insira ou retire a mira facilmente. A montagem em cauda de andorinha também pode se referir a um trilho em cauda de andorinha perpendicular ao cano.

## Para armas longas
Os trilhos em cauda de andorinha vêm em vários tipos e tamanhos diferentes, dependendo do fabricante, mas os mais comuns são os de 11 mm e de  ⅜ de polegadas (9,5 mm). Algumas outras montagens em cauda de andorinha menos conhecidas, mas atualmente disponíveis comercialmente, são 12, 13, 13,5, 14, 14,5, 16, 16,5, 17 e 19 mm.

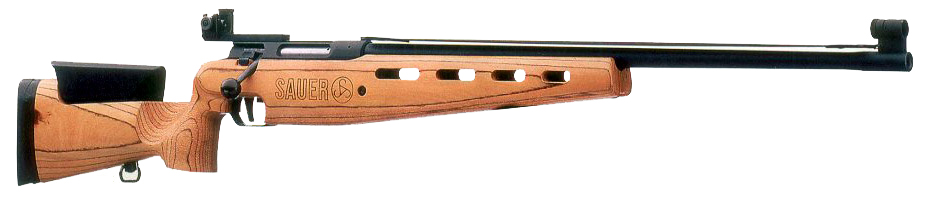
O SIG Sauer 200 STR tem um trilho em cauda de andorinha de 11 mm no receptor para a montagem de uma mira de dioptria traseira ou uma mira telescópica, diretamente ou por meio de um adaptador de trilho Picatinny.

Embora a montagem de trilho Picatinny já bem padronizado (e seu predecessor menos padronizado, o trilho Weaver) seja mais conhecido nos EUA, muitos fabricantes europeus de armas oferecem sistemas de montagem de receptor de base de escopo proprietários para suas armas, por exemplo, a Sako tem encaixes cônicos, a Tikka (do mesmo grupo) usa um trilho em cauda de andorinha de 17 mm, e existem outras soluções, como o "Blaser Saddle Mount" ou "Recknagel Swing Mount". Os trilhos em cauda de andorinha são hoje encontrados principalmente em armas de pressão, mas também podem ser encontrados em alguns rifles modernos para caça e tiro esportivo usando pólvora sem fumaça, embora outras opções, como o trilho Picatinny, estejam se tornando mais populares.
Alguns exemplos de rifles com diferentes tipos de trilhos:
- 9,5 mm: Crosman Pumpmaster 760, CZ 452 e Remington Model 552.
- 11 mm: Accuracy International Arctic Warfare, CZ 452, 455 e 511, Remington Model 597, Sako Quad, Sig Sauer 200 STR, Tikka T1x, Walther LGR, Weihrauch HW 35
- 13 mm: Chiappa Double Badger
- 17 mm: Sako TRG, Tikka T3
- 19 mm: CZ 550
- Largura variável: Sako 75, Sako 85

Os trilhos em cauda de andorinha também estão integrados em alguns rifles, mais notadamente as variantes "L85A2" e "A1" do rifle bullpup SA80 para montar as miras de ferro e o sistema de mira SUSAT. Mas, nos últimos tempos, ele foi alterado para trilho Picatinny em seu lugar, já que os trilhos em cauda de andorinha não eram adequados para o propósito de abrir espaço para o sistema de mira ACOG, de acordo com o "MoD".

### Na lateral
Enquanto a maioria dos trilhos em cauda de andorinha são colocados na parte superior do receptor, também existem exemplos de trilhos montados na lateral. Alguns fuzis de serviço usados pelas forças armadas das nações soviéticas e do Pacto de Varsóvia têm um tipo distinto de mira lateral, informalmente conhecido como "trilho do Pacto de Varsóvia". A montagem encontra-se no lado esquerdo do receptor do rifle, com recortes usinados para peso reduzido e facilidade de instalação; um exemplo é a mira óptica PSO-1. Trilhos semelhantes também podem ser encontrados em rifles como o fuzil de precisão Dragunov (SVD), o PSL, a metralhadora PKM, bem como alguns rifles de assalto da série AK de 1954 em diante. Desde 1992, a montagem da grade lateral tornou-se padrão em todos os rifles AK.
Os rifles SVD e AK usam montagens em cauda de andorinha ligeiramente diferentes. Os "trilhos do Pacto de Varsóvia" têm aproximadamente 14 mm de largura.

## Outros usos
Montagem em cauda de andorinha também pode se referir a um trilho em cauda de andorinha disposto perpendicularmente ao cano, frequentemente usada para miras dianteiras menores e lâminas de mira traseiras encontradas em revólveres e alguns rifles. Este método de montagem é entendido como uma solução de montagem semipermanente por atrito onde uma ranhura é fresada, por exemplo, no slide de uma pistola, e uma mira com uma "cauda de andorinha" correspondente é inserida e encaixada nessa ranhura.
As miras traseiras são oferecidas em muitos perfis de corte em "cauda de andorinha" que não são compatíveis, e alguns perfis de corte bem conhecidos (e incompatíveis) são aqueles de fabricantes de mira como Novak, BoMar, LPA / TRT, Kimber ou o padrão 1911 mil ("GI"). Além disso, muitos fabricantes de pistolas têm seus próprios perfis de corte em cauda de andorinha.